# 萨杜尔南
萨杜尔南（法語：Sadournin，法語發音：[saduʁnɛ̃]）是法国上比利牛斯省的一个市镇，属于塔布区。

## 地理
萨杜尔南（43°18'56"N, 0°24'3"E）面积12.41 平方千米，位于法国奧克西塔尼大區上比利牛斯省，该省份为法国西南部内陆省份，北至热尔省，西接大西洋比利牛斯省，南与西班牙接壤，东临上加龙省。
与萨杜尔南接壤的市镇（或旧市镇、城区）包括：迪福尔、丰特拉耶、吉泽里、潘图、皮达里约、巴伊斯河畔特里。

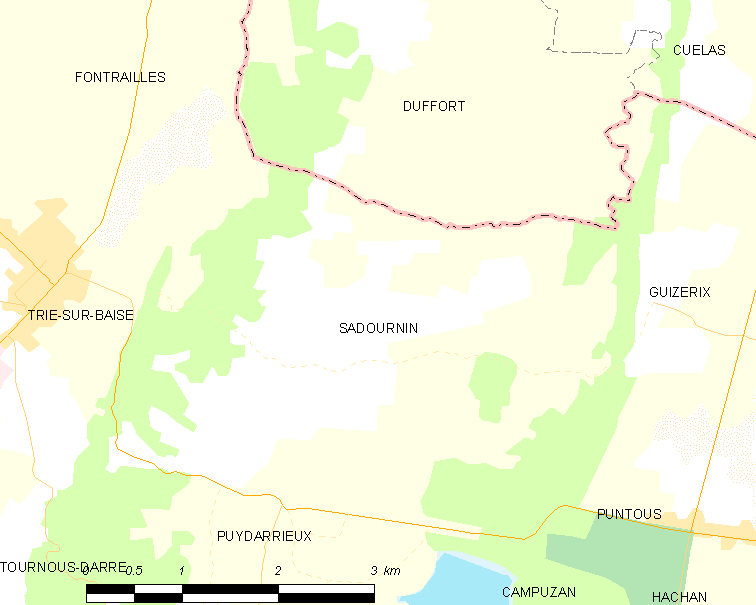
萨杜尔南的OSM定位图

萨杜尔南的时区为UTC+01:00、UTC+02:00（夏令时）。

## 行政
萨杜尔南的邮政编码为65220，INSEE市镇编码为65383。

## 政治
萨杜尔南所属的省级选区为山丘县。

## 人口

1962-2008年间萨杜尔南人口变化图示

萨杜尔南于2022年1月1日时的人口数量为196人。